# Primula apicicallosa
Primula apicicallosa là một loài thực vật có hoa trong họ Anh thảo. Loài này được D. Fang miêu tả khoa học đầu tiên năm 1998.